# Guofloden
Guofloden eller Guo He (涡河) är en flod i Kina. Det ligger i den östra delen av landet, 800 km söder om huvudstaden Peking. Guofloden rinner genom Henan vidare till Anhui där den ansluter som biflod till Huaifloden.